# Ostikan
Ostikan (in armeno ոստիկան?) era il titolo utilizzato dagli armeni per i governatori dei primi Califfati. Nella storiografia moderna, è utilizzato principalmente per i governatori califfali della provincia di Arminiya, che comprendeva la Grande Armenia.

## Governatori arabi dell'Armenia

### I primi governatori
Questi sono segnalati come governatori sotto i califfi Uthman (r. 644-656) e Ali (r. 656-661), così come i primi Omayyadi:
- Hudaifa ibn al-Yaman
- al-Mughira ibn Shu'ba
- al-Qasim ibn Rabi'a ibn Umayya ibn Abi al-Thaqafi
- Habib ibn Maslama al-Fihri
- al-As'ath ibn Qays al-Kindi (circa 657)
- Muhallab ibn Abi Sufra (circa 686)

### Emiri (ostikan)
Con la sottomissione dell'Armenia a Muhammad ibn Marwan dopo il 695, la provincia fu formalmente incorporata nel Califfato, e un governatore arabo (ostikan) si insediò a Dvin:
- Muhammad ibn Marwan (c. 695-705), rappresentato dai seguenti delegati:
  - Uthman ibn al-Walid ibn 'Uqba ibn Aban Abi Mu'ayt
  - Abdallah ibn Hatim al-Bahili
- Abd al-Aziz ibn Hatim al-Bahili (706-709)
- Maslamah ibn Abd al-Malik (709-721)
- al-Djarrah ibn Abdallah al-Hakami (721-725)
- Maslamah ibn Abd al-Malik (725-729)
- al-Djarrah ibn Abdallah al-Hakami (729-730)
- Maslamah ibn Abd al-Malik (730-732)
- Marwan ibn Muhammad (732-733)
- Sa'id ibn Amr al-Harashi (733-735)
- Marwan ibn Muhammad (735-744)
- Ishaq ibn Muslim al-Uqayli (744-750)
- Abu Ja'far Abdallah ibn Muhammad (750-753)
- Yazid ibn Asid ibn Zafir al-Sulami (753-755)
- Sulayman (755–?)
- Salih ben Subai al-Kindi (c.767)
- Bakkar ibn Muslim al-Uqayli (c. 769-770)
- al-Hasan ibn Qahtaba (770/771–773/774)
- Yazid ibn Asid ibn Zafir al-Sulami (773/774-778)
- Uthman ibn 'Umara ibn Khuraym (778-785)
- Khuzayma ibn Khazim (785-786)
- Yusuf ibn Rashid al-Sulami (786-787)
- Yazid ibn Mazyad al-Shaybani (787-788)
- Abd al-Qadir (788)
- Sulayman ibn Yazid (788-799)
- Yazid ibn Mazyad al-Shaybani (799-801)
- Asad ibn Yazid al-Shaybani (801-802)
- Muhammad ibn Yazid al-Shaybani (802-803)
- Khuzayma ibn Khazim (803–? )
- Asad ibn Yazid al-Shaybani (c.810)
- Ishaq ibn Sulayman (c.813)
- Khalid ibn Yazid ibn Mazyad (813–? )
- Khalid ibn Yazid ibn Mazyad (828-832), (841), (c.842-844)
- Muhammad ibn Khalid al-Shaybani (c. 842/844–? )
- Abu Sa'id Muhammad al-Marwazi (849-851)
- Yusuf ibn Abi Sa'id al-Marwazi (851-852)
- Bugha al-Kabir (852-855)
- Muhammad ibn Khalid al-Shaybani (857-862)
- Ali ibn Yahya al-Armani (862-863)
- Al-Abbas ibn al-Musta'in (863 - 865)
- Abdallah ibn al-Mu'tazz (866 - 867)
- Abi'l-Saj Devdad (867 - 870)
- Isa ibn al-Shaykh al-Shaybani (870-875, nominalmente fino all'882/3)
- Ja'far al-Mufawwid (875-878)
- Muhammad ibn Khalid al-Shaybani (878)